# لي دوان
لي دوان (بالصينية: 李端) هو منافس ألعاب قوى صيني، ولد في 1978 في جيلين في الصين.